# Balonmano Valladolid
Ne doit pas être confondu avec le CD Atlético Valladolid, club créé en 2014.
Le BM Valladolid est un ancien club espagnol de handball basé à Valladolid. Fondé en 1975 sous le nom de ACD Michelin handball, le club a constitué une place forte du handball en Espagne avec notamment deux Coupes du Roi, une Coupe ASOBAL et une Coupe d'Europe des vainqueurs de coupe.
En 2014, le club est relégué sportivement après 36 ans dans l'élite, mais ces difficultés sportives proviennent des importantes difficultés financières que rencontre le club et, le 11 juin 2014, le club est contraint d'annoncer sa disparition.
Le CD Atlético Valladolid, créé en 2014, a pris la succession du handball de haut niveau dans la ville et évolue dans le Championnat d'Espagne depuis la saison 2016-2017.

## Histoire
L'Histoire du BM Valladolid commence en 1975 avec la création du ACD Michelin.
Cette équipe est née de la société de pneu Michelin, qui arrête de la parrainer en 1991.
Dès lors, l’ACD Michelin est contraint de disparaître mais fut refondée le 3 juin de la même année lors d'une réunion, le nom devient Arcos BM Valladolid, dans lequel Arcos devient le sponsor principal.
La situation économique du club dans les années 1990 était précaire, avec le plus faible budget en Liga ASOBAL, cette situation obligea la direction à prendre des mesures correctives.
Grâce à ces mesures, la situation sportive du club s'améliore puisque les résultats sont de plus en plus convaincants dans les années 2000.
Lors de la saison 98-99, avec un budget inférieur aux autres clubs se trouvant en Liga ASOBAL, le BM Valladolid parvint tout de même à atteindre la finale de la Coupe de l'EHF, finale que le BM Valladolid perdit sur un total de 53-52 (22-30, 31-22) face au club allemand du SC Magdebourg. Il s'agit de son premier résultat significatif, par la suite le club remporte deux fois la Coupe du Roi et une fois la Coupe ASOBAL.
En Europe, en plus d'une finale en Coupe de l'EHF en 1999, le BM Valladolid se retrouva deux fois en finale de la Coupe des coupes en 2004 puis en 2006 avant de finalement remporter la compétition en 2009.

### Parcours
| Saison    | Niveau | Division    | Poisition |
| --------- | ------ | ----------- | --------- |
| 1991-1992 | 1      | Liga ASOBAL | 10        |
| 1992-1993 | 1      | Liga ASOBAL | 8         |
| 1993-1994 | 1      | Liga ASOBAL | 12        |
| 1994-1995 | 1      | Liga ASOBAL | 8         |
| 1995-1996 | 1      | Liga ASOBAL | 8         |
| 1996-1997 | 1      | Liga ASOBAL | 4         |
| 1997-1998 | 1      | Liga ASOBAL | 5         |
| 1998-1999 | 1      | Liga ASOBAL | 6         |
| 1999-2000 | 1      | Liga ASOBAL | 10        |
| 2000-2001 | 1      | Liga ASOBAL | 6         |
| 2001-2002 | 1      | Liga ASOBAL | 7         |
| 2002-2003 | 1      | Liga ASOBAL | 5         |

| Saison    | Niveau              | Division            | Poisition           |
| --------- | ------------------- | ------------------- | ------------------- |
| 2003-2004 | 1                   | Liga ASOBAL         | 5                   |
| 2004-2005 | 1                   | Liga ASOBAL         | 5                   |
| 2005-2006 | 1                   | Liga ASOBAL         | 4                   |
| 2006-2007 | 1                   | Liga ASOBAL         | 5                   |
| 2007-2008 | 1                   | Liga ASOBAL         | 5                   |
| 2008-2009 | 1                   | Liga ASOBAL         | 3                   |
| 2009-2010 | 1                   | Liga ASOBAL         | 3                   |
| 2010-2011 | 1                   | Liga ASOBAL         | 5                   |
| 2011-2012 | 1                   | Liga ASOBAL         | 4                   |
| 2012-2013 | 1                   | Liga ASOBAL         | 12                  |
| 2013-2014 | 1                   | Liga ASOBAL         | 14                  |
| 2014-2015 | disparition du club | disparition du club | disparition du club |

## Palmarès
| Compétitions nationales | Compétitions internationales |
| - Championnat d'Espagne - Troisième : 2009 et 2010 - Coupe du Roi (2) - Vainqueur : 2005, 2006 - Finaliste : 2000, 2011 - Coupe ASOBAL (1) - Vainqueur : 2003 - Supercoupe d'Espagne : - Finaliste : 2001, 2005, 2006 | - Coupe des vainqueurs de coupe (1) - Vainqueur : 2009 - Finaliste : 2004 et 2006 - Coupe de l'EHF - Finaliste : 1999 - Coupe des Villes - Finaliste : 2000 |

## Personnalités liées au club

### Joueurs célèbres

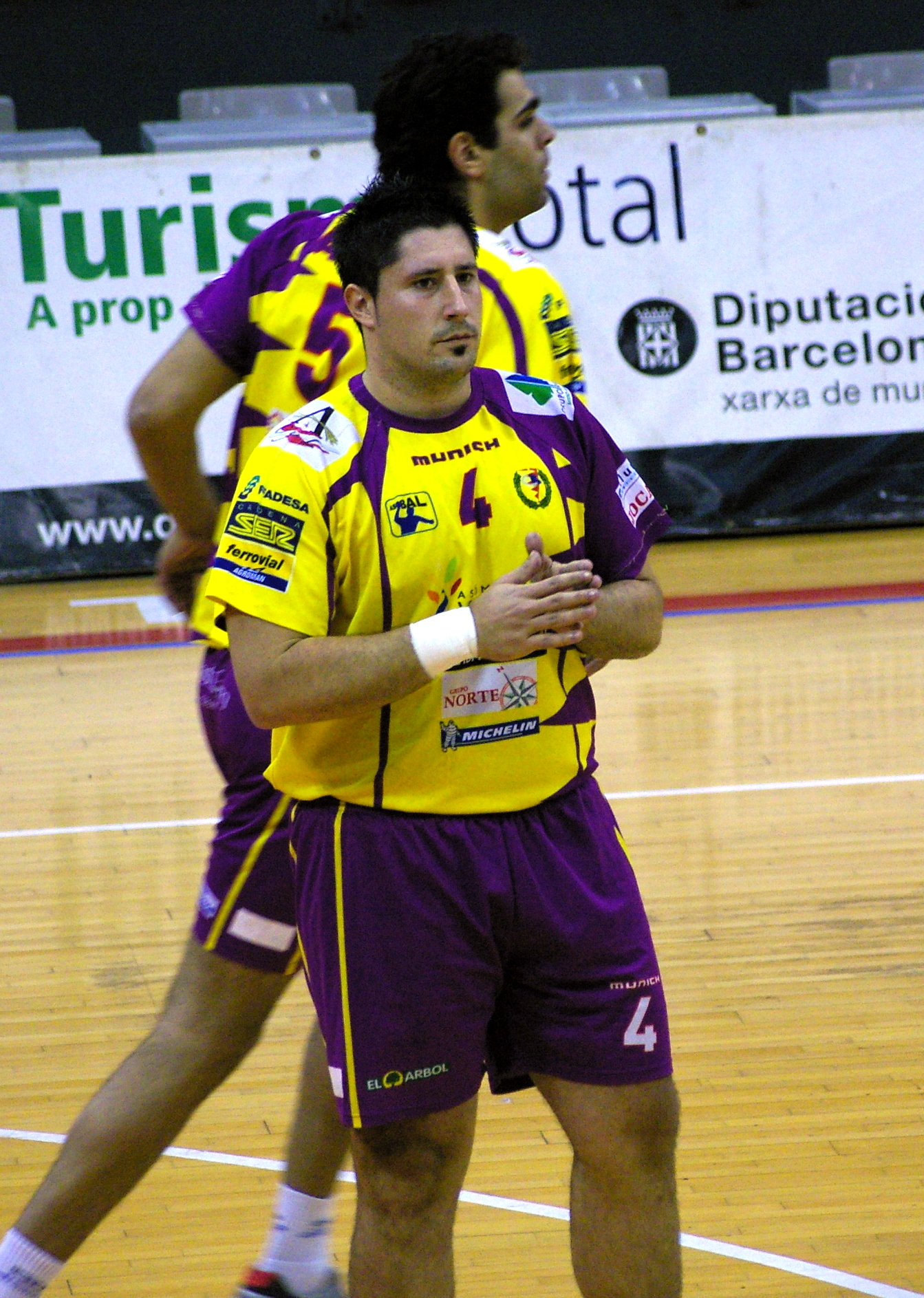
Eduard Fernández Roura en 2007.

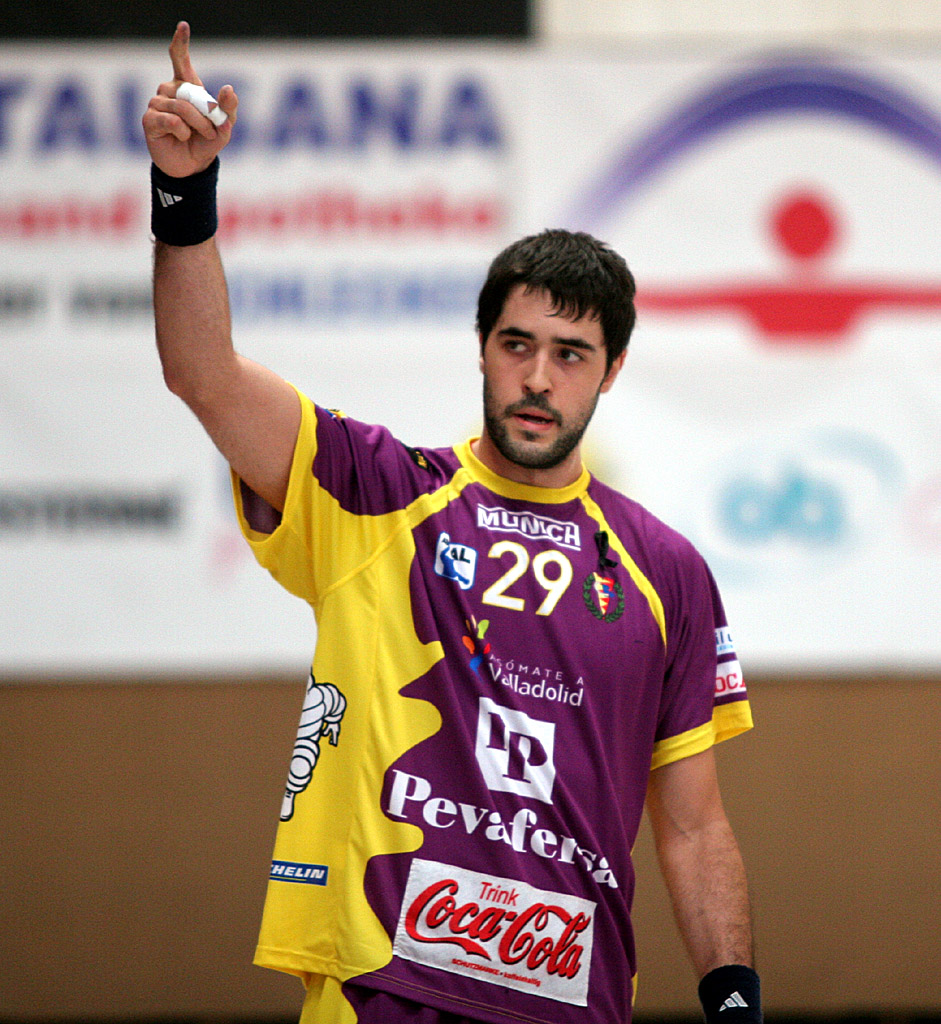
Raúl Entrerríos en 2008.

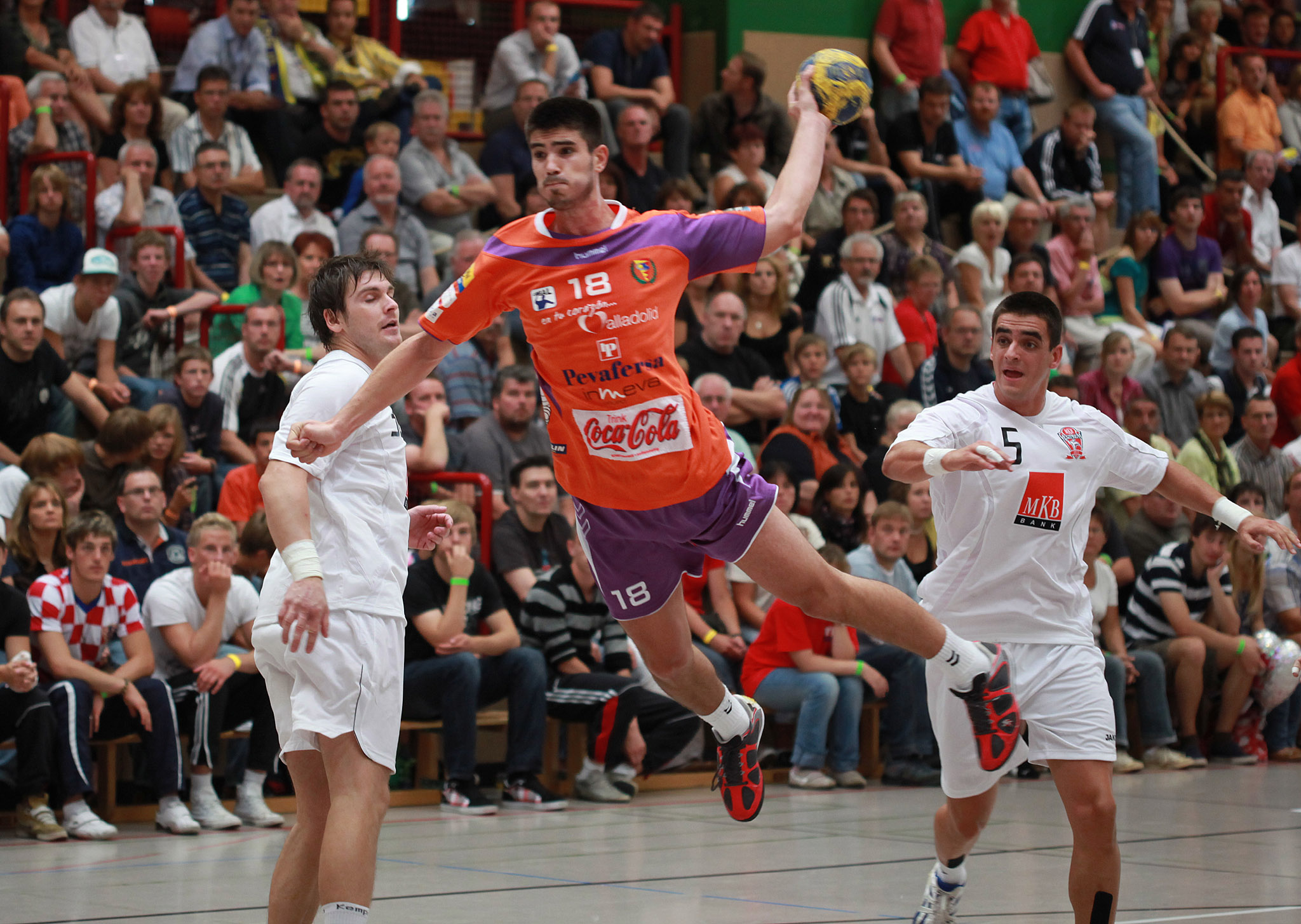
Eduardo Gurbindo en 2009.

- Ion Belaustegui : de 1999 à 2001
- David Davis : de 1999 à 2005
- Raúl Entrerríos : de 2007 à 2010
- Eduard Fernández Roura : de 2006 à 2011
- / Julio Fis : de 2002 à 2005
- Rubén Garabaya : de 2001 à 2007
- Roberto García Parrondo : de 1997 à 2003 et de 2006 à 2007
- Eduardo Gurbindo : de 2009 à 2012
- Raúl González Gutiérrez : de 1987 à 2005
- / Eric Gull : de 2004 à 2007
- Guillaume Joli : de 2010 à 2012
- Alen Muratović : de 2005 à 2008
- Juancho Pérez : de 1996 à 1998
- Carlos Prieto : de 2007 à 2009
- Albert Rocas : de 2000 à 2003
- Chema Rodríguez : de 1999 à 2007
- Iker Romero : de 1997 à 2000
- José Manuel Sierra : de 2000 à 2003 et de 2004 à 2012
- Tomas Svensson : de 2009 à 2011
- Håvard Tvedten : de 2008 à 2011

### Entraîneurs
- Manolo Cadenas : de 1991 à 1995
- Juan Carlos Pastor : de 1995 à 2013